# Ponta Delgada
Ponta Delgada là một huyện thuộc Vùng tự trị Açores, Bồ Đào Nha. Huyện này có diện tích 234 km², dân số thời điểm năm 2001 là 65854 người.